# Dactylomys peruanus
{{#ifeq:0|0|{{#if:|{{#if:Dactylomysperuanus|[[]}}|}}}}
Dactylomys peruanus (болівійський бамбуковий щур або гірський бамбуковий щур) — вид гризунів родини Голчастих щурів, що відомий тільки з двох місць проживання, в Болівії (3300 м над рівнем моря) і в Перу (приблизно від 1000 до 3000 м над рівнем моря). Мешкає у заростях бамбуків, який є основним компонентом харчування. 

## Морфологія
Відрізняється від інших двох видів роду, так що Олдфілд Томас пропонував його виділити в окремий рід. Довжина голови й тіла: ≈ 250 мм, хвіст: ≈ 320 мм, спина жовтувато-коричнева, боки світло-жовто-коричневі. Більша частина голови й хвоста сіра, низ білий. Хутро товстіше ніж в D. boliviensis та D. dactylinus і хвіст покритий волоссям, більш менш пухнастий зверху і з деяким чубчиком на кінчику.